# Герит Ритвелд
Герит Томас Ритвелд (хол. Gerrit Thomas Rietveld; Утрехт, 24. јун 1888 — Утрехт, 25. јун 1964) је био холандски архитекта и дизајнер.
Кућа Ритвелд Шредер припада Светској баштини УНЕСКА.